# カントリー&ウェスタン・メモリアル・アルバム
『カントリー&ウェスタン・メモリアル・アルバム』(Country & Western Memorial Album)は、ホームタウナーズのアルバム。1969年10月に日本コロムビアからリリースされた。原田実がスティール・ギターでゲスト参加している。

## 収録曲
Side 1
1. オレンジ・ブロッサム・スペシャル
2. ハーフ・アズ・マッチ
3. ライダース・イン・ザ・スカイ
4. サン・アントニオ・ローズ
5. フール・サッチ・アズ・アイ
6. カウ・ライジャ
7. メドレー: ケンタッキー・ワルツ～テネシー・ワルツ～ミズーリ・ワルツ

Side 1
1. 北風
2. 淋しきブルース
3. たそがれのワルツ
4. 偽りの心
5. ホンキー・トンク・マン
6. マンション・オン・ザ・ヒル
7. 16トン

## パーソネル
ホームタウナーズ
- 鈴木恒雄 (リード・ギター、フィドル)
- 金子行延（ベース）
- 青木孝義（ドラム）
- 三田ひろし（サイド・ギター、ヴォーカル）
- 杉はじめ（サイド・ギター、ヴォーカル）

原田実（スチール・ギター）
野口武義（編曲）